# Lance Bass
James Lance Bass (Laurel, Misisipi; 4 de mayo de 1979) es un cantante pop, actor, productor y autor estadounidense, más conocido por ser integrante de la banda pop 'N Sync.
En el año 2001 cuando la canción Pop sonaba en las principales emisoras y figuraba en los primeros lugares de las listas, Lance Bass decide actuar junto a su mejor amigo y compañero de banda Joey Fatone en la película On the Line, la cual no tuvo mucho éxito pues su estreno coincidió con el 11-S.
Tras la disolución de 'N Sync, Bass empezó a hacer varias apariciones en cine y televisión, y fundó dos empresas de producción, Bacon & Eggs y Lance Bass Productions.
Bass fue también popular por su intento de viajar al espacio en 2002, para lo cual se trasladó a la Star City (Rusia) y entró a una formación cosmonauta. Bass fue certificado por la NASA y el Programa Espacial de Rusia para una misión a bordo de una cápsula espacial Soyuz a la Estación Espacial Internacional. Sin embargo, después de que sus patrocinadores quitaran el apoyo financiero, a Bass se le negó un puesto en la misión.
En julio de 2006 Bass reveló que era homosexual en un artículo de portada de la página principal de la revista People que recibió gran atención de los medios. Posteriormente, Bass se sumergió en la vida de los blogs y tabloides. Fue galardonado con el premio Human Rights Campaign de Visibilidad en octubre de 2006, y lanzó su autobiografía, Out of Sync, en octubre de 2007, que debutó en la lista de superventas del New York Times.
En 2021, fue parte del programa de telerrealidad Unicorn Hunters desempeñándose como jurado del show.
En 2023 se reunió brevemente con sus compañeros de 'N Sync para una presentación en los MTV Video Music Awards de ese año.

## Vida personal

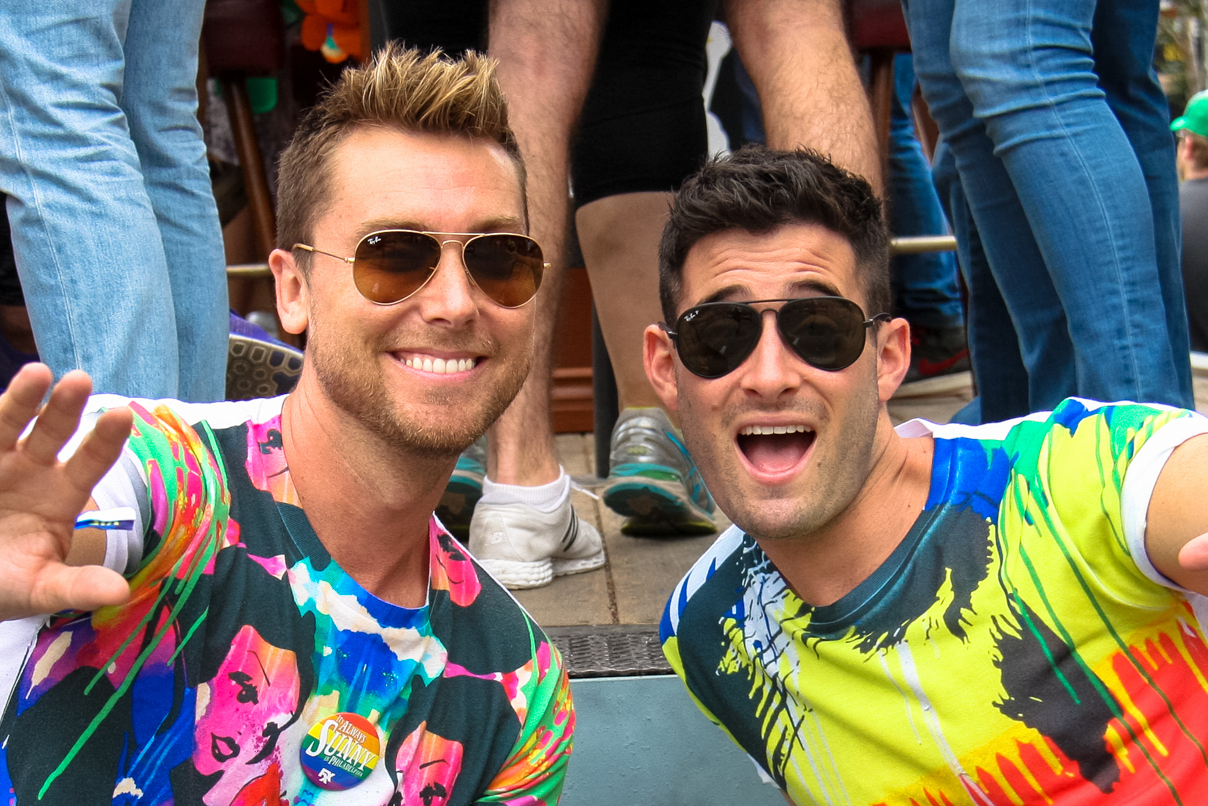
Lance Bass y Michael Turchin en la marcha del orgullo de West Hollywood en 2016

Bass comenzó a salir con el pintor y actor Michael Turchin en enero de 2011 y se comprometieron en septiembre de 2013. Se casaron el 20 de diciembre de 2014 en el Park Plaza Hotel de Los Ángeles. El evento fue filmado y televisado por E! como un especial: Lance Loves Michael: The Lance Bass Wedding, que se emitió el 5 de febrero de 2015. Bass y Turchin fueron la primera pareja homosexual en contraer matrimonio en televisión. Después de cuatro años de matrimonio decidieron expandir la familia y contratar una madre subrogada. En marzo de 2020 anunciaron que la madre subrogada había sufrido un aborto. Era el noveno intento de la pareja. En junio de 2021 hizo público que estaban esperando gemelos en otoño boreal de 2021. El 13 de octubre de 2021 nacieron sus hijos mellizos, Violet y Alexander.